# One and Done (Live) EP
One and Done è il terzo EP del gruppo musicale statunitense Halestorm, pubblicato il 28 aprile 2006 dalla Atlantic Records.

## Tracce
1. It's Not You – 3:43
2. The Hand – 3:42
3. Show Me – 4:12
4. Blue Eyes – 4:18
5. Takes My Life – 4:03

## Formazione
- Lzzy Hale – voce, chitarra, tastiere
- Arejay Hale – batteria, cori
- Joe Hottinger – chitarra, cori
- Josh Smith – basso, cori